# 沈成平
沈成平（1978年9月4日—），男，汉族，现任复旦大学二级教授、博士生导师。

## 生平
2001年7月毕业于安徽师范大学物理系获学士学位，2004年7月于南京师范大学获硕士学位，2007年7月于中国科学院高能物理研究所获博士学位。2007年7月至2011年4月，在美国夏威夷大学物理系作博士后研究助理。2011年5月至2013年3月，在日本名古屋大学物理学院任助理教授。2013年3月至2019年3月，任北京航空航天大学物理科学与核能工程学院教授。2019年3月调至复旦大学，任现代物理研究所教授。
主要研究领域为高能物理实验，曾担任BESIII合作组理事委员会主席，Belle II合作组粲偶素物理组物理召集人。主持自然科学基金面上项目、自然科学基金国际交流合作项目、973子课题等科研项目多项，研究成果曾获2014年北京市科学技术奖二等奖。在Physics Reports、Physical Review Letters、Physical Review D等期刊发表论文80余篇。2013年入选国家高层次人才青年计划，2020年入选科技部中青年科技创新领军人才和国家万人计划科技领军人才。